# Jüdischer Friedhof (Lohra)

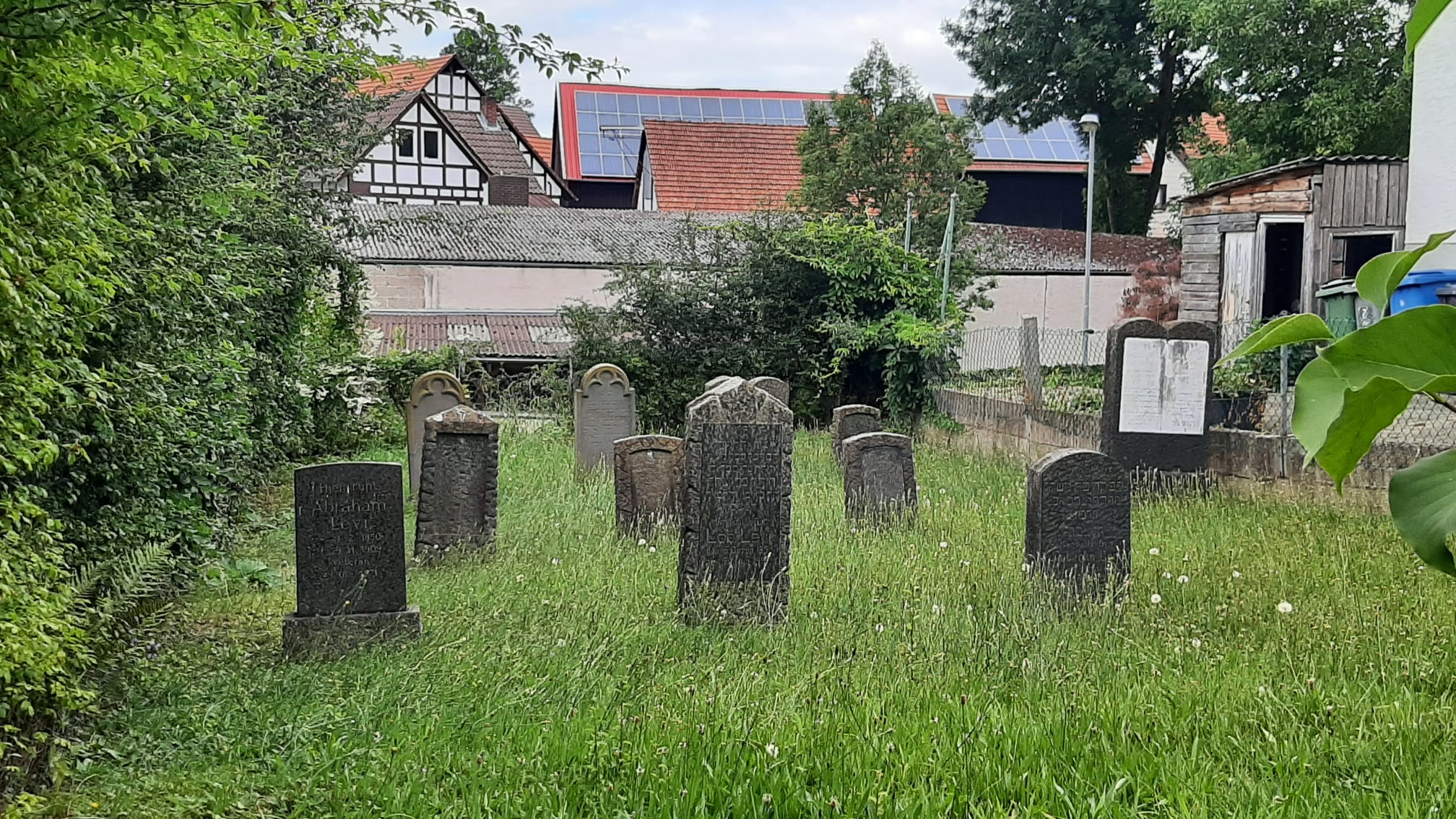
Älterer jüdischer Friedhof Lohra

Der Ältere jüdische Friedhof Lohra ist ein jüdischer Friedhof in der Straße Steinweg, neben der Hausnummer 13, innerhalb der Ortslage von Lohra, dem ältesten Ortsteil der gleichnamigen Gemeinde im mittelhessischen Landkreis Marburg-Biedenkopf. Auf einer Fläche von 116 m² sind ca. zwölf Grabsteine erhalten. Der im 20. Jahrhundert neu angelegte Neue jüdische Friedhof an der Schulstraße ist heute Teil des kommunalen Friedhofs von Lohra.

## Geschichte
Ab Mitte des 18. Jahrhunderts sind Juden in Lohra nachweisbar. Ab dem 19. Jahrhundert bildeten sie gemeinsam mit den Juden von Fronhausen und Roth (Weimar) eine Religionsgemeinde. Seitdem fanden die Gottesdienste in der Rother Synagoge statt. Als die Juden von Fronhausen und Lohra 1881 eine eigene Gemeinde bildeten, wurden die Gottesdienste in Fronhausen gehalten und auch die jüdische Religionsschule wurde zeitweise gemeinsam betrieben. 1885 hatte Lohra 30 jüdische Bewohnerinnen und Bewohner, was ungefähr 4 % der Dorfbevölkerung entsprach. Als gegen Ende des 19. Jahrhunderts die Anzahl der Lohraer Juden so weit angewachsen war, dass ein Minjan zustande kam, richteten sie im Obergeschoss des alten Rathausgebäudes von Lohra in der Lindenstraße einen eigenen Betsaal ein. Im dortigen Untergeschoss wurden auch der Schulraum und die Lehrerwohnung untergebracht.
Bis 1814 bestatteten die Juden in Lohra ihre Toten auf dem jüdischen Friedhof in Roth. Danach legten sie einen eigenen Friedhof in Lohra an, der heute der Ältere Friedhof genannt wird. Als dieser nicht mehr ausreichte, wurde am Ortsrand an der Lehmkaute (heutige Schulstraße) ein größerer neuer Friedhof angelegt. Dort fanden jedoch nur noch zwei Bestattungen statt, beide 1936. Dieser Neue jüdische Friedhof befindet sich auf dem kommunalen Friedhof in Lohra in unmittelbarer Nähe der Friedhofshalle.
Zu Beginn der NS-Zeit 1933 lebten noch 34 Jüdinnen und Juden im Dorf. Bereits im August 1935 kam es im Ort zu pogromartigen Ausschreitungen gegen hiesige Juden. Anlass dafür waren Gerüchte über eine „rassenschänderische“ Beziehung. Vor allem junge Männer verursachten teils erheblichen Schaden an jüdischem Eigentum. Die Täter wurden nicht gefasst. Einige Lohraer Juden konnte in den folgenden Jahren emigrieren, andere verzogen in deutsche Städte. Nach der Aufgabe des Betsaales 1937 besuchten die wenigen Juden Lohras den Gottesdienst in Gladenbach. Während der Novemberpogrome 1938 wurden von Dorfbewohnern bei den von jüdischen Familien bewohnten Häusern Fensterscheiben eingeworfen. Nur wenige Juden blieben danach noch im Dorf. 
Die letzten vier verbliebenen jüdischen Bürgerinnen und Bürger aus Lohra, Mitglieder der Familie Nathan, wurden am 31. Mai 1942 bzw. am 6. September 1942 in der 2. und 3. Deportation vom Hauptbahnhof Marburg nach Kassel und von dort ins Vernichtungslager Sobibor bzw. Ghetto Theresienstadt verschleppt und ermordet. Von den in Lohra geborenen und/oder längere Zeit am Ort wohnhaften Jüdinnen und Juden überlebten mindestens 17 die Shoah nicht. An sie erinnert eine Gedenktafel auf dem Friedhof an der Schulstraße.